# QuEnc
QuEnc es un codificador de vídeo y audio MPEG-2 basado en la biblioteca libavcodec, creado por el desarrollador independiente Nic, bajo la licencia GPL. El proyecto se abandonó en 2007 con su versión beta 0.72.
Comúnmente utilizado para crear SVCD/DVD, ofrece una calidad cercana a la ofrecida por productos comerciales como CCE o TMPGEnc.
Suele utilizarse en combinación con DVDRebuilder para crear respaldos de DVD.